# Electrona paucirastra
Electrona paucirastra är en fiskart som beskrevs av Bolin 1962. Electrona paucirastra ingår i släktet Electrona och familjen prickfiskar. Inga underarter finns listade i Catalogue of Life.